# Academic and Scientific Publishers
Academic and Scientific Publishers NV (ASP) was een academisch-wetenschappelijke uitgeverij, gevestigd op de Keizerslaan 34 in Brussel die bestond van eind 2006 tot eind 2023. Ook de imprint VUBPRESS maakte deel uit van ASP editions. Sinds januari 2024 is ASP opgegaan in Owl Press van Borgerhoff & Lamberigts. 

## Werkgebied
ASP was gespecialiseerd in academische en wetenschappelijke publicaties en was opgenomen op de uitgeverslijst van het Vlaams Academisch Bibiliografisch Bestand voor de Sociale en Humane Wetenschappen (VABB-SHW).
ASP positioneerde zich sinds 2020 als een open access-uitgever en installeerde voor haar GPRC-procedure een onafhankelijke universiteitsbrede redactieraad.
De uitgeverij richtte zich op 6 kerndomeinen:
- Politieke & sociale wetenschappen
- Filosofie, levensbeschouwing & religies
- Geschiedenis
- Ruimtelijke planning, mobiliteit & stadsstudies
- Communicatiewetenschappen
- Public management, economie & ondernemerschap

## Geschiedenis
De uitgeverij werd opgericht eind 2006 als verzelfstandigde entiteit van de uitgeverij Politeia. Begin 2006 had Politeia VUBPRESS overgenomen, de uitgeverij van de Vrije Universiteit Brussel. In november 2023 werd Academic and Scientific Publishers overgenomen door Borgerhoff & Lamberigts en ondergebracht bij Owl Press.